# Территория Гавайи
Территория Гавайи (англ. Territory of Hawaii, гав. Panalāʻau o Hawaiʻi) — инкорпорированная организованная территория США на Гавайский островах, существовавшая с 1900 по 1959 годы.

## История

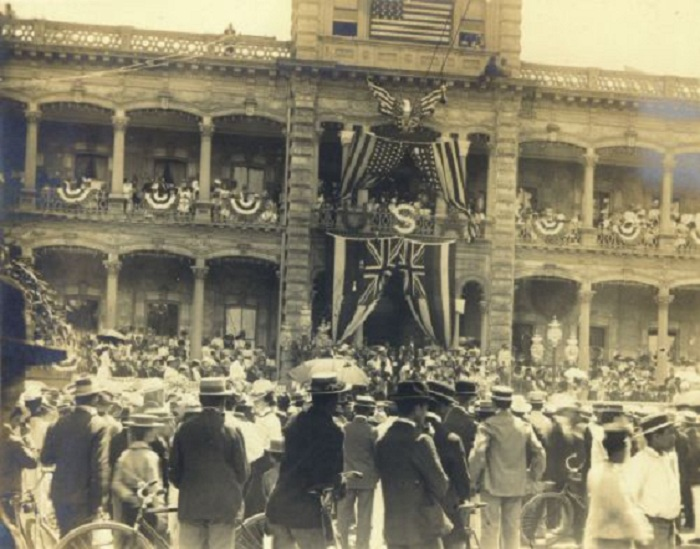
День принятия Гавайев в США, церемония у дворца Иолани, 14 июня 1900 года

В 1893 году в результате переворота была свергнута королева Лилиуокалани, и Комитет безопасности, возглавляемый Лоррином Терстоном, создал Временное правительство Гавайев, которое должно было управлять островами до ожидавшейся их аннексии Соединёнными Штатами.
Процесс аннексии застопорился, когда в том же году Бенджамина Гаррисона сменил на посту президента США Стивен Кливленд. Руководствуясь своими антиимпериалистическими убеждениями, он назначил расследование обстоятельств переворота и порекомендовал вернуть власть Лилиуокалани. Дальнейшее расследование, проведённое Конгрессом, привело к появлению Отчёта Моргана, оправдывающего США относительно соучастия в перевороте.
В 1897 году Стивена Кливленда на посту президента США сменил Уильям Мак-Кинли, стоявший за усиление роли США на международной арене. 7 июля 1898 года Мак-Кинли подписал Резолюцию Ньюлендса, согласно которой Гавайи аннексировались Соединёнными Штатами. В соответствии с Резолюцией, была образована комиссия из пяти человек для изучения вопроса о том, какие законы нужны Гавайям. Заключительный отчёт комиссии был передан в Конгресс для обсуждения, которое продлилось целый год. Возражение Конгресса заключалось в том, что создание выборного правительства на Гавайях привело бы к появлению в составе США штата, в котором белые не составляли бы большинства.
Наконец, Конгресс согласился на то, чтобы у Гавайев было избираемое населением правительство, и в 1900 году Мак-Кинли подписал «Акт о предоставлении правительства Территории Гавайи» (также известный как «Гавайский Органический Акт» от 30.04.1900). Датой начала исполнения акта на островах и появления территории Гавайи считается 14 июня 1900 года. В соответствии с Органическим Актом, создавались
- институт Губернатора Территории, назначаемого действующим президентом США,
- двухпалатный Законодательный орган Территории, состоявший из избираемых Палаты представителей и Сената,
- Верховный суд.

В Палате представителей США Территорию Гавайи представлял один делегат, не имевший права голоса.
В 1935 и 1937 годах Конгресс США приступал к обсуждению вопроса о вхождении Гавайев в состав США в качестве штата, но оба раза этот процесс «торпедировался» представителями южных штатов, которым претила мысль о том, что территория, на которой белое население не составляет большинства, получила бы те же права, что и континентальные штаты.
В 1940 году этот вопрос был поставлен на Гавайях на голосование, и две трети населения Территории проголосовали «за».
После японской атаки на Пёрл-Харбор 7 декабря 1941 года на Гавайях было введено военное положение. Была приостановлена деятельность Конституции Территории, законодательные и судебные органы распущены на неопределённый срок, а вся власть перешла к Военному губернатору. Законы вводились в действие Общими распоряжениями (General Orders), а вместо судов действовали военные трибуналы. Военное положение было отменено в 1944 году.
По окончании Второй мировой войны вопрос о вхождении в качестве штата был поставлен вновь, и на этот раз Гавайи были поддержаны даже рядом континентальных штатов. Аргументы были очевидны:
- Гавайи желали иметь возможность самостоятельно выбирать губернатора,
- Гавайи желали иметь возможность участвовать в выборах президента США,
- Гавайи желали положить конец невозможности голосовать в Конгрессе по вопросам налогов,
- Гавайи приняли на себя первый удар войны,
- Гавайское население, не относящееся к белой расе (особенно японцы), доказало свою лояльность, воюя на Европейском театре военных действий,
- 90 % населения Гавайев составляли граждане США, большинство из них родились на территории США.

Сразу после Второй мировой войны на Гавайях произошёл ряд крупных забастовок; в 1949 году в результате одной из них Гавайи не принимали корабли в течение 177 дней. Всеобщие забастовки, акты гражданского неповиновения и уличные протесты нарастали, достигнув пика в начале 1950-х годов. В американской литературе этот процесс называют «демократической революцией 1954 года».
В 1956 году в качестве представителя Гавайев в Конгрессе США был избран полицейский офицер Джон Бернс, победивший за счёт голосов японцев и филиппинцев. Прибыв в Вашингтон, Бернс начал вербовать союзников из числа лидеров Конгресса и губернаторов штатов. Его крупнейшее достижение состояло в том, что он сумел убедить лидера большинства в Сенате Линдона Джонсона, что Гавайи готовы стать штатом.
В марте 1959 года обе палаты Конгресса приняли Акт о приёме Гавайев, и подпись президента Дуайта Эйзенхауэра сделала его законом (при этом Актом из состава штата был исключён атолл Пальмира, ранее входивший как в Королевство Гавайи, так и в Территорию Гавайи). 27 июня жители Гавайев на референдуме согласились с вхождением в состав США в качестве штата. Провозглашение Гавайев штатом США состоялось 21 августа 1959 года.
В 1993 года Конгресс США принял Закон 103—150, известный как «Извинительная резолюция», в котором признавалось, что свержение Королевства Гавайи было незаконным, произошло при активном участии граждан США, а коренные гавайцы никогда не отказывались от своего суверенитета ни через главу государства, ни через референдум. Конгресс принёс свои извинения гавайскому народу в связи с нарушением его права на самоопределение.